# The Desert Scorpion
The Desert Scorpion (originalmente intitulado como The Last of the Open Range), é um filme mudo norte-americano de 1920, do gênero faroeste, dirigido por Otis B. Thayer e estrelado por Edmund Cobb e Vida Johnson. O filme foi rodado em Denver, Colorado pela empresa Art-O-Graf.

## Elenco
- Edmund Cobb
- Vida Johnson
- Clare Hatten
- Otis B. Thayer
- Gretchen Wood
- Zelma Edwards
- Frank Gallager
- A. E. McCormick
- Dave Campbell
- Babe Courvoisier
- Fred Shafer
- Lewis Milner